# Géographie du Var
Pour un article plus général, voir Var (département).

Le Var dans la région PACA

Le Var fait partie de la région Provence-Alpes-Côte d'Azur. Il est limitrophe des départements des Bouches-du-Rhône à l'ouest, du Vaucluse (sur quelques centaines de mètres à peine), des Alpes-de-Haute-Provence au nord, des Alpes-Maritimes à l'est, et est baigné par la mer Méditerranée au sud.
Le département du Var a une superficie de 6 032 km2 avec 420 km de littoral (îles incluses). Il est découpé en neuf districts ou huit « territoires ».

## Massifs montagneux
| \| \| Le Verdon L'Argens Îles d'Hyères Les Maures Esterel Sainte-Baume Préalpes de Castellane Bessillon Siou-Blanc Monts toulonnais Maurettes Tanneron Rouët Roquette Golfe de Saint-Tropez |
| Localisation du Var en France |

| Localisation du Var en France |

Le Var possède un relief varié avec deux parties géologiquement différentes : la partie calcaire sur tout l'ouest d'un axe Toulon-Draguignan, et une partie cristalline à l'est.
Les principaux massifs montagneux sont :
- Le massif des Maures (culminant à 776 m) et le massif de l'Esterel (culminant à 618 m), qui sont de sol cristallin.
- À l’ouest du département se trouve le massif de la Sainte-Baume (culminant à 1 148 m).
- Au nord-est du département, la montagne de Lachens (1 712 m) est le point culminant du département.
- Les « plans » (plateaux) au nord du département, dont le Plan de Canjuers, s’élèvent graduellement de 500 à 1 000 m. Au sud et à l’ouest d'autres plateaux comme celui du Siou-Blanc au nord de Toulon, sont à une moyenne de 400 à 800 m d'altitude.
- Le Bessillon, au nord-ouest du département (point culminant 813 m).

Paysages du Var :
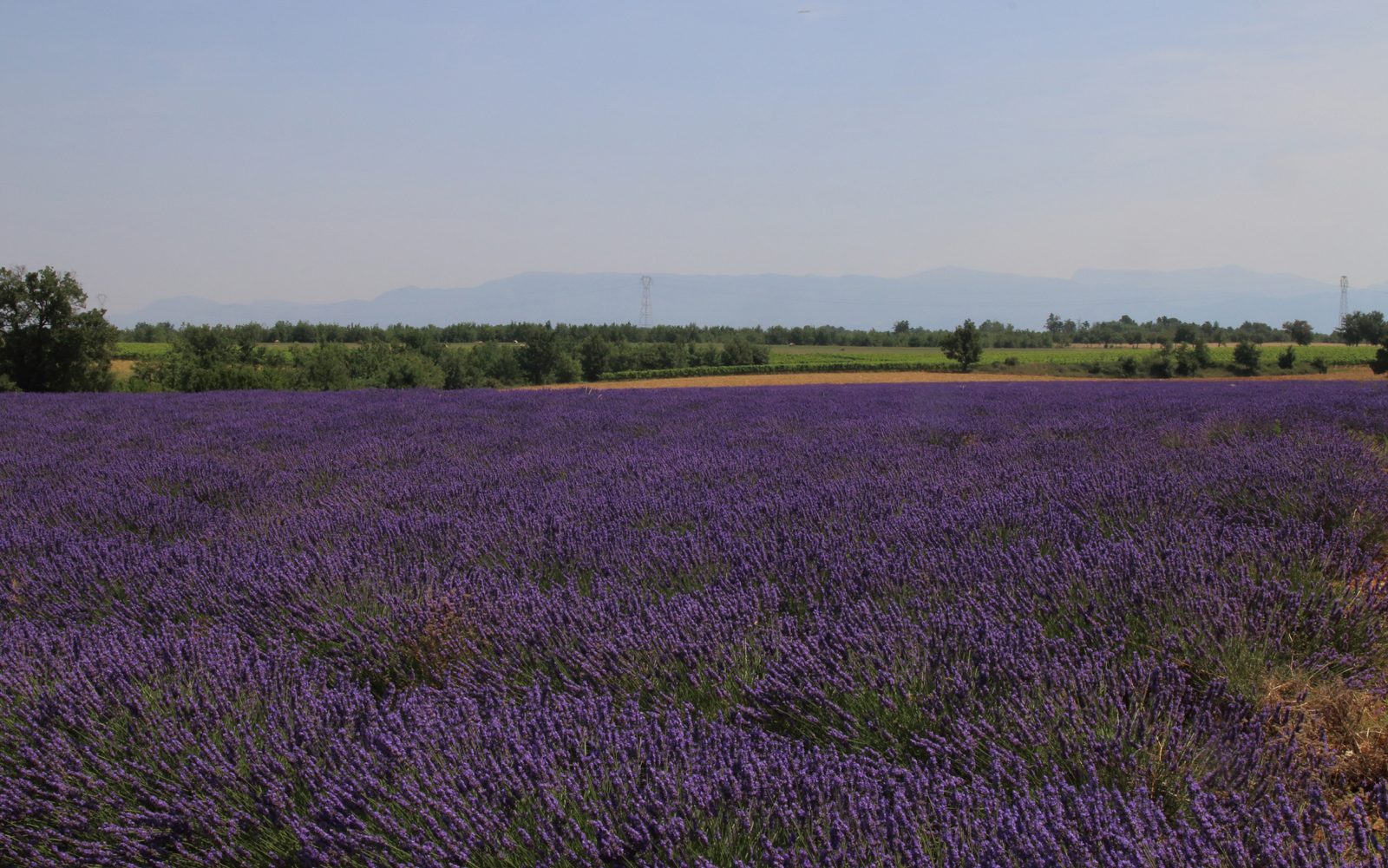
Champ de lavande.
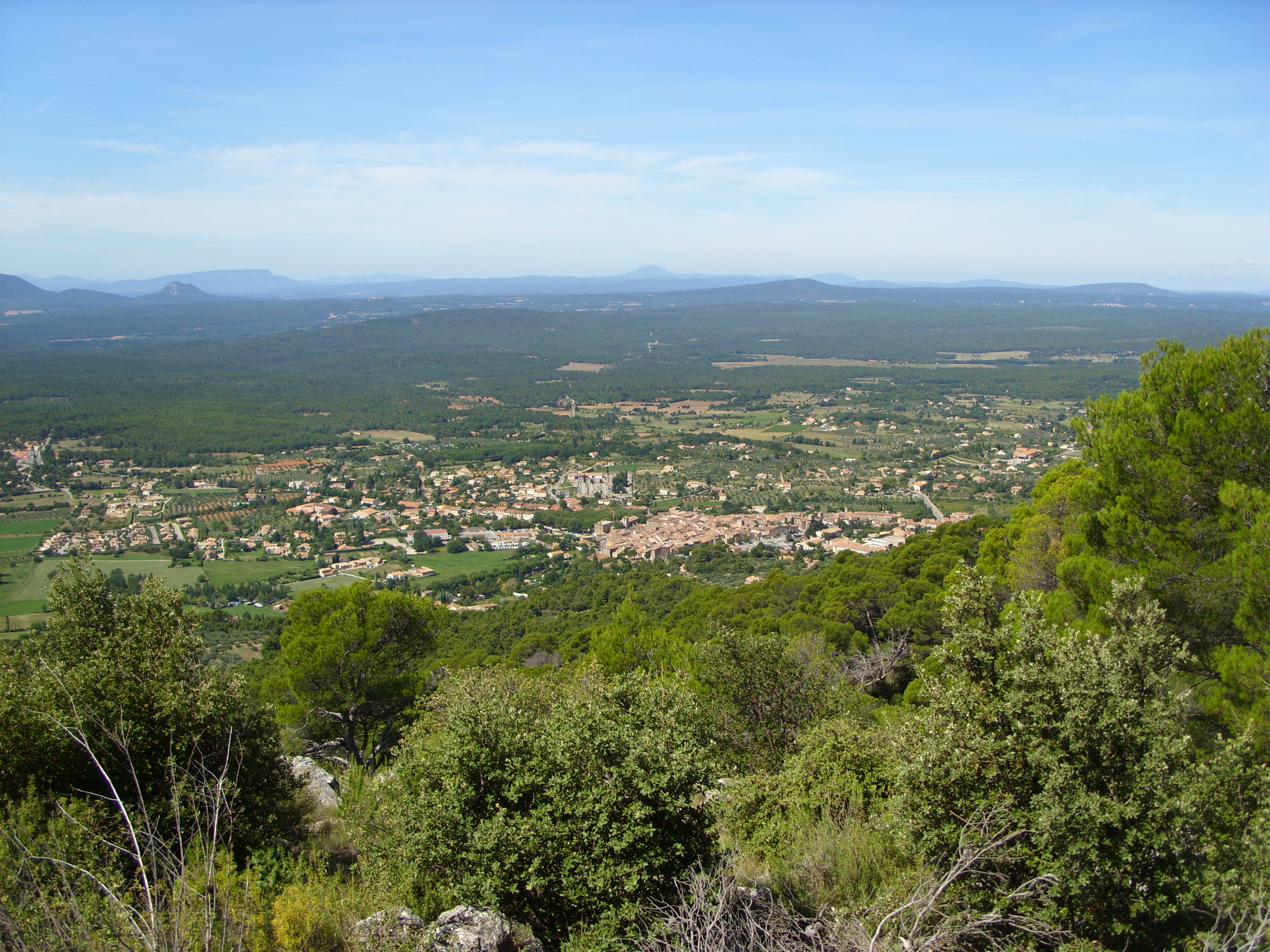
Aups, dans le nord.
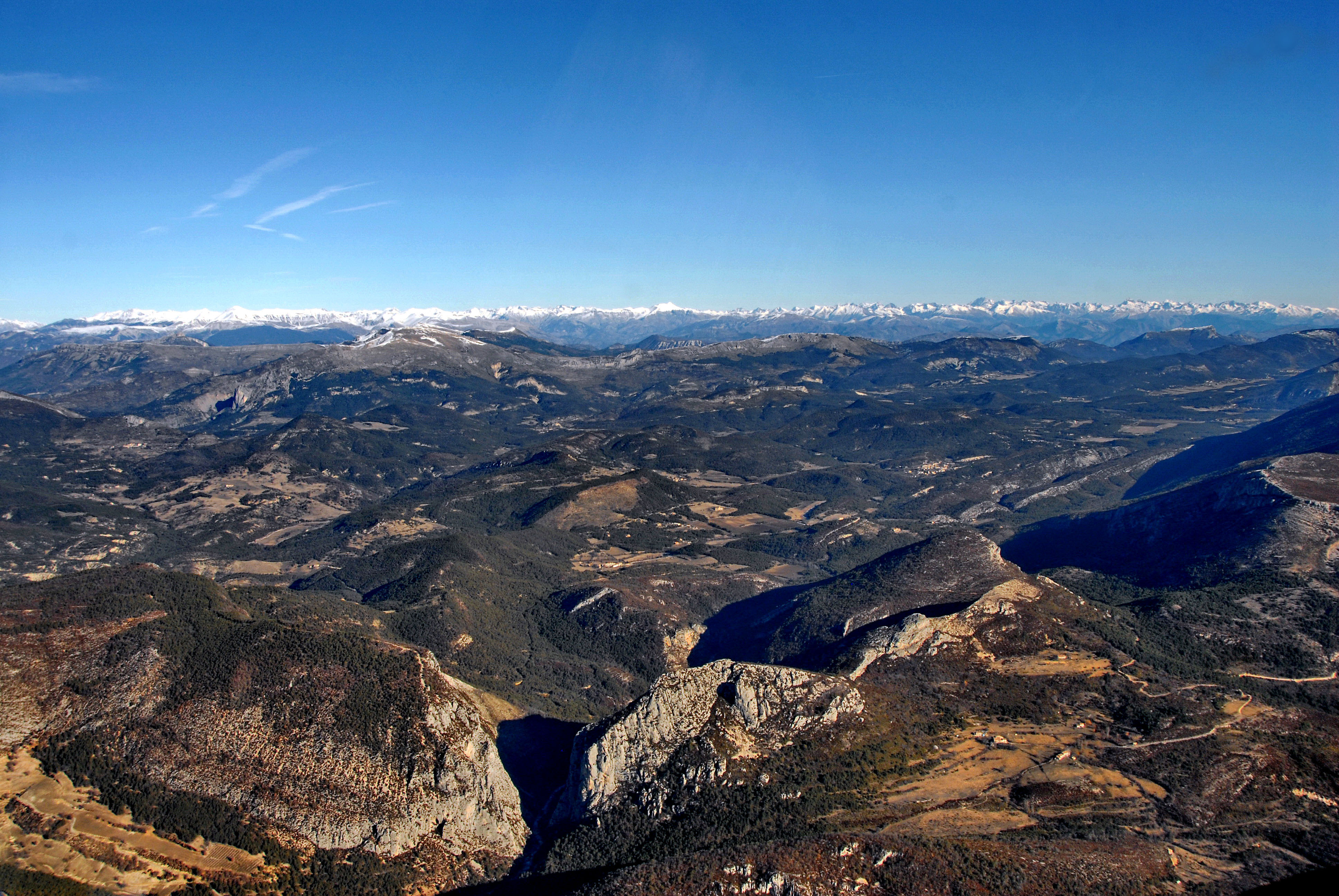
La Martre, au nord-est.
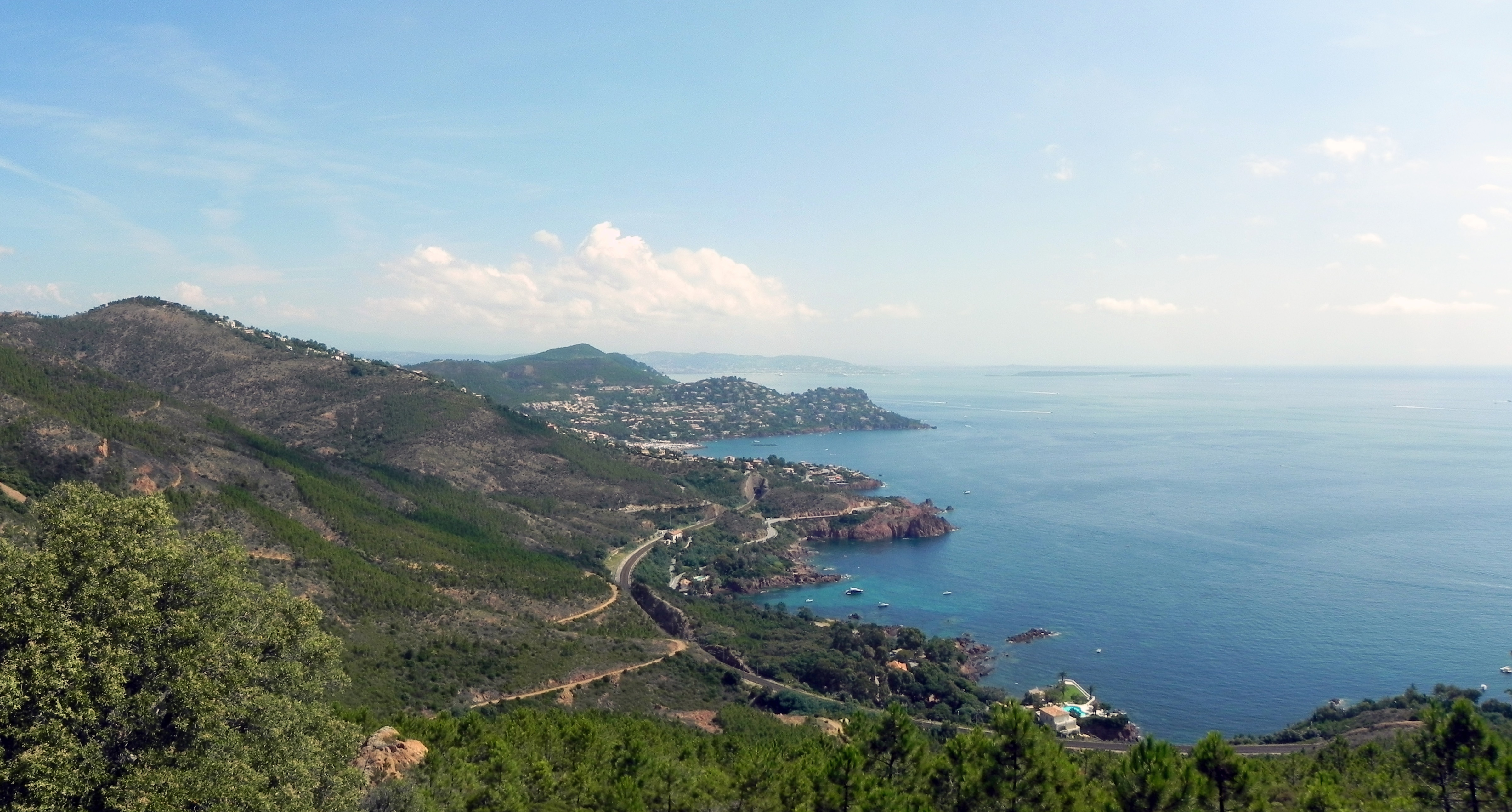
Le Trayas à Saint-Raphaël, au sud-est.

## Hydrologie

### Cours d'eau
Le Var est arrosé par de nombreux cours d'eau, de diverses importance. Les principaux sont :
- l'Argens, fleuve, 115,5 km entièrement dans le département
- le Gapeau, fleuve, 47,5 km entièrement dans le département
- l'Artuby, affluent du Verdon, 53,8 km dont 47 dans le département
- le Caramy, affluent de l'Argens, 45,9 km entièrement dans le département
- l'Issole, affluent du Caramy, 46,4 km entièrement dans le département
- la Nartuby, affluent de l'Argens, 34,4 km entièrement dans le département

Le Verdon, long de 166,5 kilomètres, coule en limite du département des Alpes-de-Haute-Provence sur près de la moitié de son cours, mais ne pénètre dans le Var que sur ses 7 derniers kilomètres. La Siagne, longue de 44,3 kilomètres, coule en limite du département des Alpes-Maritimes sur 20 kilomètres sans jamais pénétrer dans le Var.
L'Huveaune (48,4 km) et l'Arc (82,9 km) prennent leur source dans le département mais le quittent l'un et l'autre pour les Bouches-du-Rhône après moins de 10 kilomètres.
Depuis la création du département des Alpes-Maritimes en 1861, le fleuve Var n'arrose plus le département auquel il a donné son nom.

### Lacs et étangs
Le département possède un petit nombre de lacs naturels, de faibles dimensions :
- le grand Laoucien, doline issue de l'éboulement d'une nappe phréatique, sur la commune de La Roquebrussanne (site classé)
- le lac Redon (Flassans-sur-Issole), le Marais Gavoty (Besse-sur-Issole) et le lac de Bonne Cougne (Gonfaron), ensemble de trois lacs temporaires, classé Natura 2000
- la mare du col de l'Ange, reliquat de lac temporaire situé sur la commune de Draguignan, 4,5 ha
- les étangs de Villepey, zone lacustre et lagunaire, sur la commune de Fréjus, 260 ha, en bord de mer

Les lacs de retenue par contre sont nombreux, et certains assez importants :
- le lac de Saint-Cassien, au confluent de deux vallons au nord de l'Esterel, 10 kilomètres de long du sud au nord, 430 ha
- le lac de Quinson, formé par le barrage de retenue de Gréoux sur le Verdon, 190 ha, partagé avec le département des Alpes-de-Haute-Provence
- le lac de Sainte-Croix, lui aussi sur le Verdon et partagé avec les Alpes-de-Haute-Provence, 2200 ha, 11 km de long
- le lac des Escarcets, commune du Cannet-des-Maures, 14 ha
- le lac de l'Avellan 7,5 ha, (Fréjus)
- le lac du Revest, commune du Revest-les-Eaux, 10 ha

L'ancien lac de Malpasset, sur le Reyran, commune de Fréjus, 200 ha, ruiné en 1959.
Le lac de l'Aréna, sur la commune de Roquebrune-sur-Argens, est une ancienne carrière d'extraction de sable alimentée en eau par l'Argens.

### Canaux
Le canal de Provence alimente en eau potable l'agglomération toulonnaise, et en eau d'irrigation les plaines de l'est varois. Il traverse le département du Var selon deux grands axes :

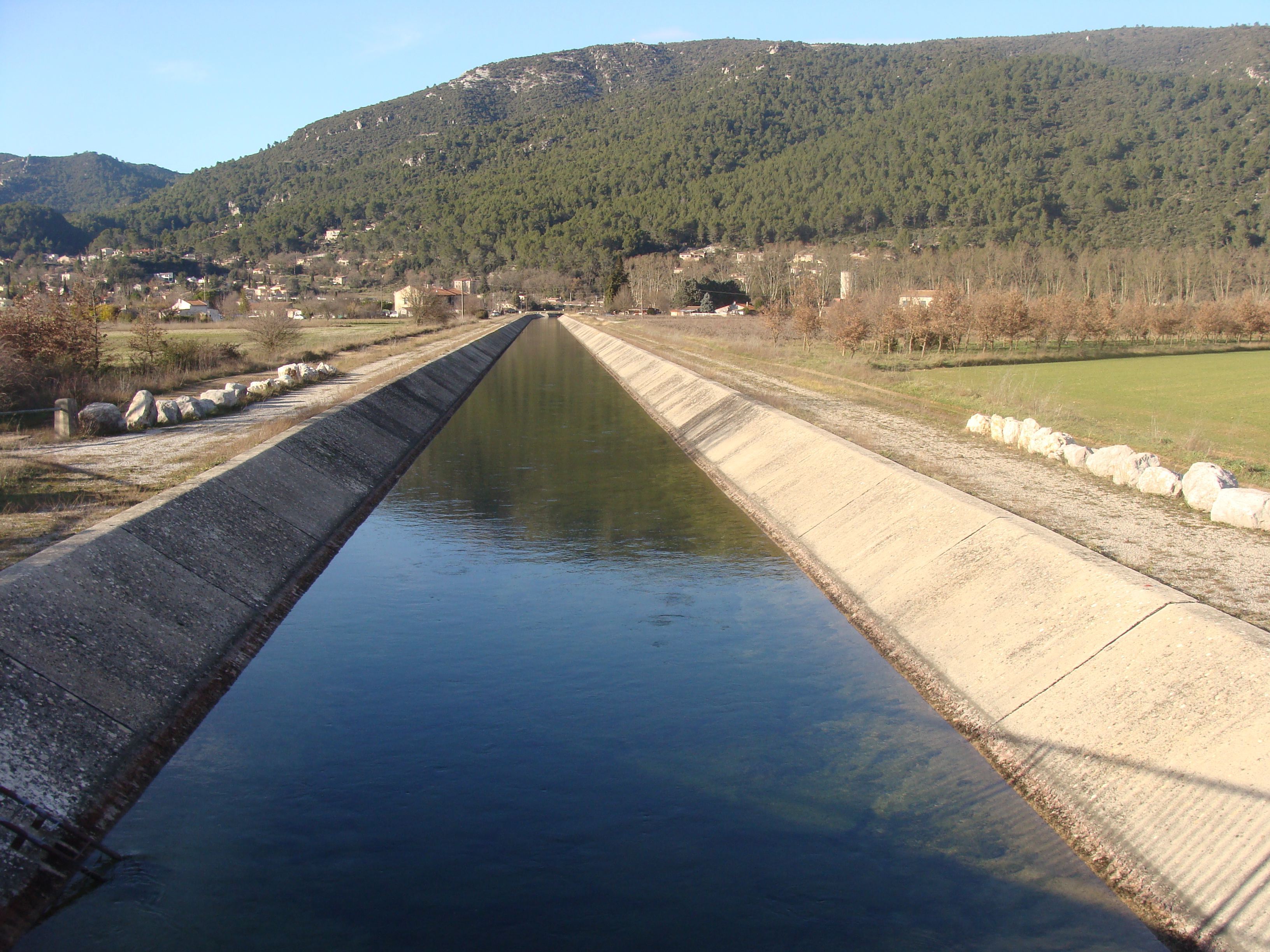
Le canal de Provence dans la plaine de Signes

- le canal-maître I issu du lac d'Esparron donne naissance à Rians au canal-maître II qui joint Signes, où il se divise en deux sous-branches, l'une se dirigeant vers Le Beausset et l'ouest de Toulon , l'autre vers l'est de Toulon et la plaine du Gapeau ;
- de Pourcieux et Saint-Maximin, deux liaisons transversales sont établies avec Marseille (Vallon Dol) et avec l'est varois jusqu'au lac de Saint-Cassien.

Ces tracés du canal sont pour la plupart enterrés. Seuls sont à l'air libre quelques tronçons aux environs de Rians, de Pourrières à Pourcieux et près de Signes.
L'ancien canal du Verdon, qui traversait le nord-ouest du département en direction d'Aix-en-Provence, a été abandonné à la mise en service du canal de Provence. Son tracé est encore visible sur le terrain entre Ginasservis et l'ouest de Rians.

## Utilisation des sols
Le Var est un département dont 58,3 % de la superficie est boisée soit 351 706 ha, pour un taux moyen de 39,4 % pour la région Provence-Alpes-Côte d’Azur. C'est donc un taux de boisement du département très supérieur à la moyenne nationale 25,4 %, presque au même niveau que les Landes (61,7 %).
14 % de la superficie est utilisée par l'agriculture soit 83 000 ha.